# Bahnhof Yūbari
Der Bahnhof Yūbari (jap. 夕張駅, Yūbari-eki) ist ein ehemaliger Bahnhof auf der japanischen Insel Hokkaidō. Er befand sich in der Unterpräfektur Sorachi auf dem Gebiet der Stadt Yūbari und war bis 2019 in Betrieb.

## Beschreibung

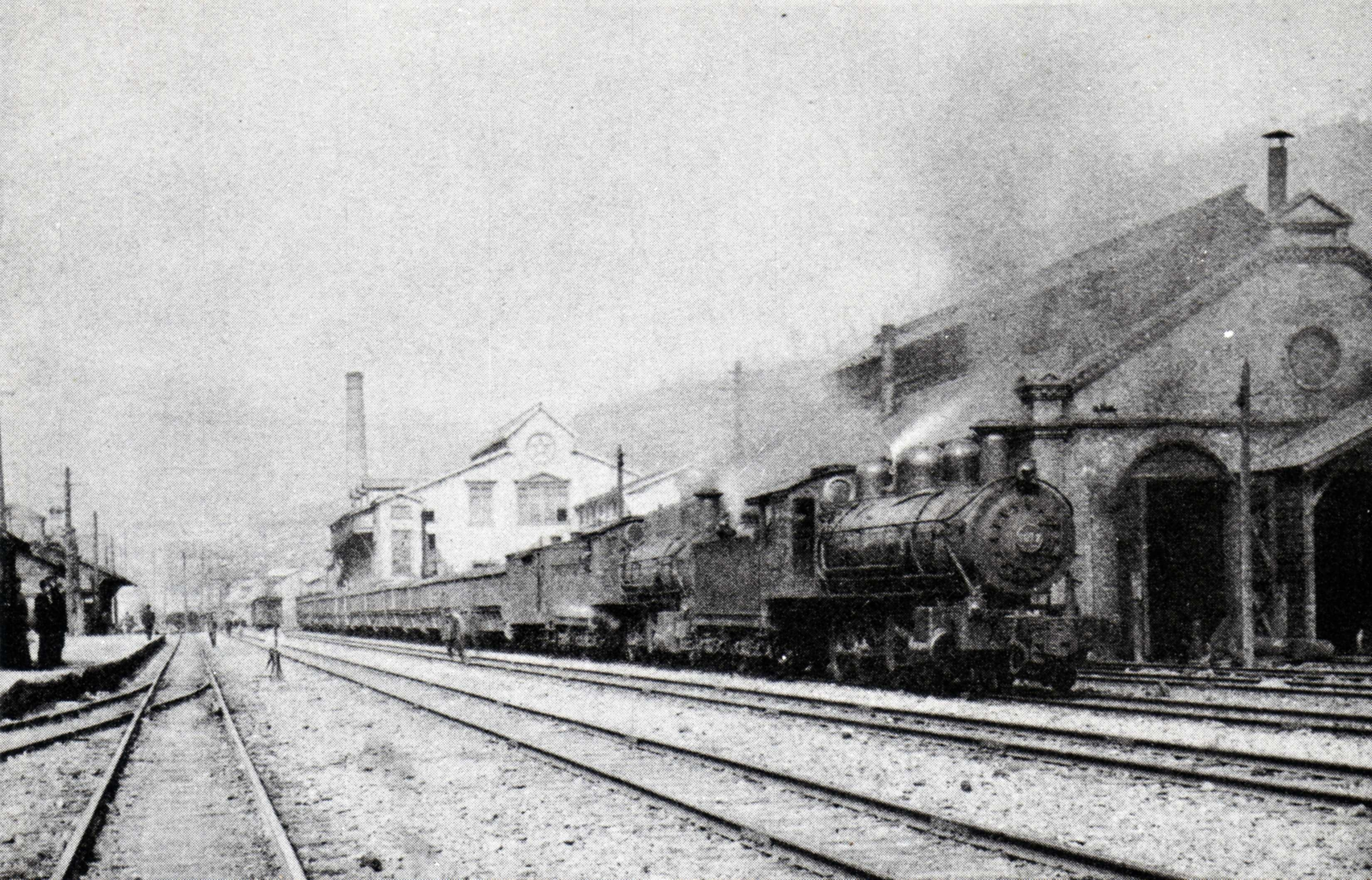
Bahnhof Yūbari im Jahr 1918

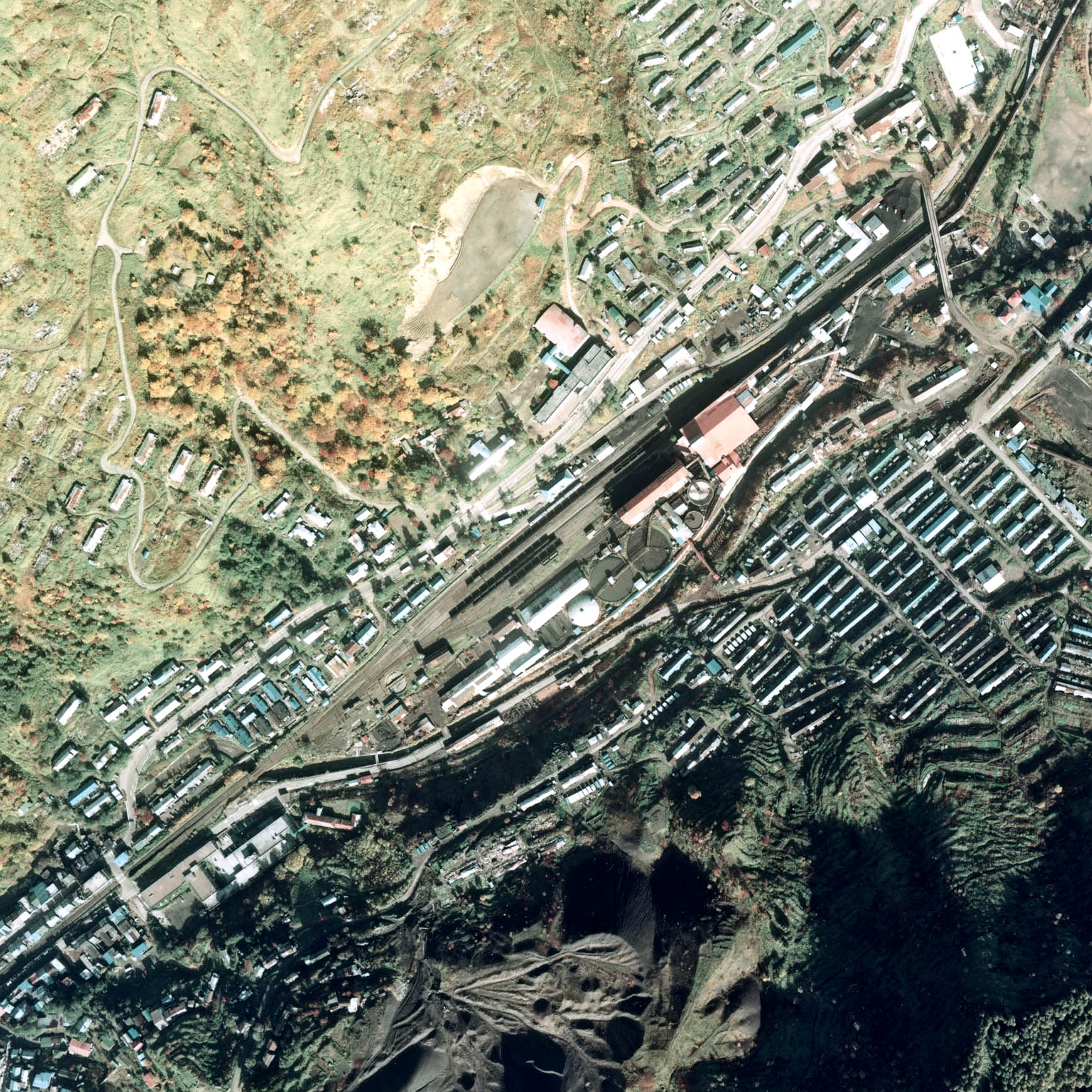
Luftansicht (1976)

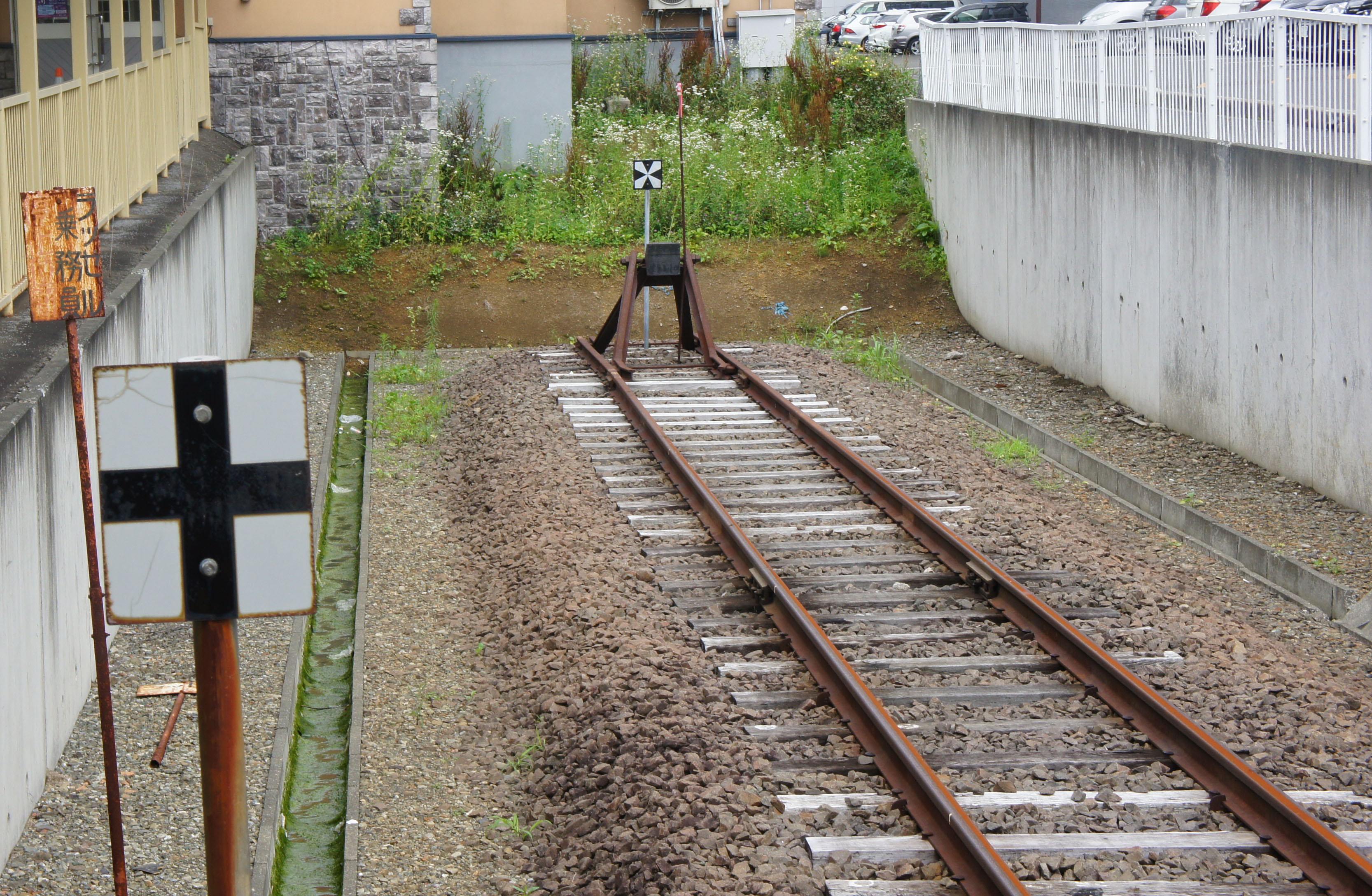
Gleisende der Yūbari-Zweigstrecke (Juli 2017)

Yūbari liegt am Ende einer bis 2019 genutzten eingleisigen Zweigstrecke der Sekishō-Linie, die im Bahnhof Shin-Yūbari begann und dem Oberlauf des Yūbari-Flusses folgte. Der Bahnhof von Yūbari befand sich jahrzehntelang etwa zwei Kilometer weiter nördlich, die zuletzt genutzte Anlage bestand aus einem einzigen Stumpfgleis. Das schlichte Empfangsgebäude ähnelt von der Bauform her einer Kapelle. Es steht unmittelbar vor dem Hotel Mount Racey (マウントレースイ, Mauntorēsui) und erschloss das gleichnamige Wintersportgebiet. Im Auftrag von JR Hokkaido führte das Hotel den Fahrkartenverkauf durch.

## Geschichte
Die Bergbau- und Bahngesellschaft Hokkaidō Tankō Tetsudō eröffnete am 1. November 1892 die Yūbari-Linie zwischen Oiwake und Yūbari. Sie diente in erster Linie dem Abtransport der im Yūbari-Bergbaurevier abgebauten Steinkohle. Der Endbahnhof lag auf dem Gelände des späteren Kohlegeschichtsdorfes (石炭の歴史村, Sekitan no rekishi-mura), einem in Konkurs gegangenen Themenpark. Nach der Verstaatlichung der Hokkaidō Tankō Tetsudō am 1. Juli 1906 war das Eisenbahnamt (das spätere Eisenbahnministerium) zuständig. Es baute die Strecke 1912 zweigleisig aus, doch bereits zwanzig Jahre später ließ es das zweite Gleis wieder entfernen.
Aufgrund der rasch schrumpfenden Bedeutung der Kohlebergbaus stellte die Japanische Staatsbahn am 1. Mai 1978 den Güterverkehr ein. Ab 1. Oktober 1981 war die Yūbari-Linie betrieblich eine Zweigstrecke der neuen Sekishō-Linie. Die Staatsbahn stellte am 1. Mai 1984 die Gepäckaufgabe ein und verkürzte die Strecke am 13. Oktober 1985 um 1,3 Kilometer. Der neue Endbahnhof, der am 1. April 1987 im Rahmen der Staatsbahnprivatisierung in den Besitz von JR Hokkaido überging, hatte jedoch nicht lange Bestand: Am 26. Dezember 1990 kürzte JR Hokkaido die Strecke um weitere 800 Meter und nahm die Endstation vor dem Hotel Mount Racey in Betrieb. Diese bestand bis zur Stilllegung der Zweigstrecke am 1. April 2019, seither übernimmt eine Buslinie die Erschließung.